# Hérédosyphilis
 Mise en garde médicale
L'hérédosyphilis (composé du mot latin heres, « héritier » et du mot syphilis) est un terme historique utilisé autrefois pour désigner la syphilis congénitale, qu'on pensait alors héréditaire, c'est-à-dire transmise par les gènes, sans nécessité de contamination, d'un parent malade à ses enfants.
Cette théorie s'inscrit dans une période marquée par la peur de la dégénérescence de l'espèce humaine et la croyance en une hérédité morbide. Une vaste campagne et propagande antivénérienne et prophylactique voit d'ailleurs le jour. On pensait alors que les maladies vénériennes étaient capables de se transmettre héréditairement et d’abâtardir ainsi toutes descendances futures sans espoir de guérison. Ainsi, la descendance du patient vénérien, et donc la population française, était condamnée à une lente mais inévitable dégénérescence. Les fondements du péril vénérien remontent à la fin des années 1880, mais c'est au début du XXe siècle que l’angoisse a gagné l’opinion publique.
L'hérédosyphilis a été considérée tout au long du XIXe siècle et jusqu'au début du XXe siècle comme une théorie étiologique de nombreux troubles mentaux ou neurologiques, chez les enfants et chez ces derniers devenus adultes affublés parfois de manière péjorative du nom d'« hérédo ».
On sait aujourd'hui que la syphilis congénitale n'est pas héréditaire, mais qu'elle est due à une contamination, à travers la barrière placentaire, de la mère malade au fœtus qu'elle porte, à la fin de la grossesse.